# 30. marts
30. marts er dag 89 i året i den gregorianske kalender (dag 90 i skudår). Der er 276 dage tilbage af året.
Quirinus dag. Quirinus var først hærleder og siden biskop i Neuss under kejser Diocletian. Også Quirinus blev martyrdræbt.

### Begivenheder
Født - Dødsfald
- 240 f.Kr. – Første dokumenterede passage af Halleys komet.
- 1282 – Befolkningen på Sicilien gør oprør mod den napolitanske konge Karl 1. i der siden bliver kendt som Den sicilianske vesper.[1]
- 1533 - Thomas Cranmer bliver ærkebiskop i Canterbury.
- 1801 - Den engelske flåde under ledelse af Horatio Nelson bombarderer Kronborg på vej mod København. Kun to danskere falder, og største skade i Helsingør er et sønderskudt tag på det engelske konsulat.
- 1822 - Floridaterritoriet bliver etableret i USA.
- 1842 - Verdenshistoriens første operation under bedøvelse foretages i Georgia, USA, hvor dr. Crawford Williamson Long fjerner en svulst på halsen af en patient, der er bedøvet med æter.
- 1856 - Krimkrigen afsluttes med undertegnelsen af Parisdeklarationen.
- 1858 - Hymen Lipman patenterer en blyant med påmonteret viskelæder.
- 1863 – Den danske prins Wilhelm Georg bliver valgt som kong Georg af Grækenland.
- 1867 - USA køber Alaska af Det Russiske Kejserrige for 7,2 millioner dollars (dvs. 4.19$ per km²). I medierne kaldes transaktionen Sewards' Folly.
- 1921 - Lyngby Boldklub af 1921 bliver grundlagt.
- 1928 - udsendes Det tredje Glas i Statsradiofonien, det første danske radiohørespil, er skrevet i 1927 af Viggo F. Møller.
- 1945 - Sovjetiske styrker indtager Wien.
- 1946 - Ved lov bliver al tysk og japansk ejet ejendom i Danmark konfiskeret til fordel for staten.
- 1962 - I en prædiken i Blovstrød Kirke opfordrer pastor Harald Søbye menigheden til at deltage i en protestmarch mod kapitalisme, enhedskommando og NATO under devisen: ”Ned med kongedømmet - Leve republikken!”.
- 1964 - Tv-quizzen ”Jeopardy” har premiere på amerikansk tv. Den bliver et af tv-historiens mest succesrige quizprogrammer.
- 1971 - Den amerikanske sektleder Charles Manson dømmes til døden for mordet på skuespillerinden Sharon Tate.
- 1981 - USA's præsident Ronald Reagan overlever et attentatforsøg i Washington D.C..
- 1982 - Storbritannien protesterer over for Argentina, fordi en gruppe argentinere uden tilladelse er begyndt at nedrive en gammel hvalfangerstation på øen Sydgeorgien og har rejst det argentinske flag. Hændelsen udvikler sig til Falklandskrigen.
- 1989 - Barry Levinsons film ”Rain Man” med Dustin Hoffman og Tom Cruise i hovedrollerne vinder fire Oscars ved prisuddelingen i Hollywood, USA.
- 1992 - De danske SAS-piloter nedlægger for første gang arbejdet. Det sker i protest mod nedlæggelsen af ruten København-Chicago.
- 1994 - Privathospitalet ”Mermaid” i Ebeltoft erklæres konkurs.
- 1995 - Historiens største check på 2.474.655.000 £ underskrives af kassereren Nicholas Morris i det engelske firma Glaxo plc. til Wellcome Trust Nominees Ltd. og danner grundlag for medicinalvirksomheden, der senere bliver til GlaxoSmithKline
- 2017 - SpaceX gennemfører den første vellykkede landing af en genbrugt løfteraket.[2][3]

### Født
- 1746 - Francisco Goya, spansk maler (død 1828).
- 1819 - Vilhelm Kyhn, dansk maler (død 1903).
- 1844 - Paul Verlaine, fransk digter (død 1896).
- 1845 - William Bloch, dansk forfatter og teaterinstruktør (død 1926).
- 1853 - Vincent van Gogh, hollandsk maler (død 1890).
- 1896 - Nikolaj Bulganin, sovjetisk premierminister (død 1975).
- 1902 - Brooke Astor, amerikansk socialite og filantrop (død 2007).
- 1912 - Knud Rex, dansk skuespiller (død 1968).
- 1913 - Frankie Laine, amerikansk sanger (død 2007).
- 1913 - Ċensu Tabone, maltesisk politiker (død 2012).
- 1926 - Ingvar Kamprad, svensk grundlægger af IKEA (død 2018).
- 1930 - Preben Kaas, dansk skuespiller, forfatter og teaterchef (død 1981).
- 1934 - Marianne Flor, dansk skuespillerinde.
- 1935 - Preben Harris, dansk skuespiller, instruktør og teaterchef.
- 1937 - Warren Beatty, amerikansk skuespiller.
- 1937 - Jens Kampmann, dansk politiker, minister og virksomhedsleder.
- 1945 - Eric Clapton, engelsk guitarist og sanger.
- 1948 - Óli Breckmann, færøsk adjunkt, redaktør og lagtingsmedlem.
- 1950 - Robbie Coltrane, skotsk skuespiller (død 2022).
- 1951 - Irene Becker, dansk pianist og komponist.
- 1957 - Morten Kjærum, dansk jurist og direktør for Institut for Menneskerettigheder.
- 1962 - MC Hammer, amerikansk rapper.
- 1964 - Tracy Chapman, amerikansk sangerinde og sangskriver.
- 1964 - Ian Ziering, amerikansk skuespiller
- 1968 - Céline Dion, canadisk sangerinde.
- 1969 - Per Pedersen, dansk fodboldspiller.
- 1973 - Jan Koller, tjekkisk fodboldspiller.
- 1976 - Troels Lund Poulsen, dansk folketingsmedlem og miljøminister (2007-).
- 1979 - Norah Jones, amerikansk sangerinde.
- 1980 - Katrine Lunde Haraldsen, norsk håndboldspiller.
- 1980 - Kristine Lunde, norsk håndboldspiller.
- 1986 - Sergio Ramos, spansk fodboldspiller

### Dødsfald
- 1764 - Pietro Locatelli, italiensk komponist og violinist (født 1695).
- 1840 – Beau Brummell, britisk dandy (født 1778).
- 1871 - Johan Carl Ernst Berling, dansk hofembedsmand, bogtrykker og avisudgaver (født 1812).
- 1925 - Rudolf Steiner, østrigsk filosof og grundlægger af antroposofien (født 1861).
- 1956 - Angelo Bruun, dansk skuespiller (født 1900).
- 1970 - Heinrich Brüning, tysk kansler (født 1885).
- 1983 - Gunnar Bigum, dansk skuespiller (født 1914).
- 1986 - James Cagney, amerikansk filmskuespiller (født 1899).
- 2000 - Richard Malmros, dansk læge (født 1905).
- 2008 - Mette Koefoed Bjørnsen, dansk cand.polit. og forligsmand (født 1920).
- 2008 - Dith Pran, cambodiansk fotojournalist og flygtning fra Khmer Rouge, portrætteret i filmen The Killing Fields fra 1984 (født 1942).
- 2011 - Lars Kolvig, dansk filmproducent (født 1946).
- 2020 – Bill Withers, amerikansk soulsanger (født 1938).